# Chorthippus acroleucus
Chorthippus acroleucus là một loài côn trùng trong họ Acrididae, phân bố ở Hungary và România.